# Saint-Étienne
För andra betydelser, se Saint-Étienne (olika betydelser).
Saint-Étienne [sɛ̃t‿eˈtjɛn, sät e'tjenn] är en kommun och stad i Frankrike som sedan 1855 är préfecture (huvudort) i departementet Loire. Staden har 172 569 invånare (2022) och ligger på Massif Central ungefär 60 km sydväst om Lyon. Staden är uppkallad efter helgonet Stefanos, som på franska heter Saint-Étienne.
Fotbollslaget AS Saint-Étienne kommer från orten.
En av Europas äldsta vapenfabriker, Manufacture d'armes de Saint-Étienne, ligger i Saint-Étienne.

## Lista över borgmästare i Saint-Étienne
- 1947–1959 : Alexandre de Fraissinette
- 1959–1977 : Michel Durafour
- 1977–1983 : Joseph Sanguedolce
- 1983–1994 : François Dubanchet
- 1994– : Michel Thiollière

## Kända personer födda i Saint-Étienne
- Claude Charles Fauriel (1772–1844), historiker, filolog och kritiker
- Francis Garnier (1839–1873), upptäcktsresande som utforskade Mekongfloden
- Jules Massenet (1842–1912), kompositör
- Nicole Claveloux (1940), bildkonstnär, illustratör och serieskapare
- Willy Sagnol (1977- ), fotbollsspelare och fotbollstränare

## Befolkningsutveckling
Antalet invånare i kommunen Saint-Étienne
| Referens: INSEE |

## Galleri

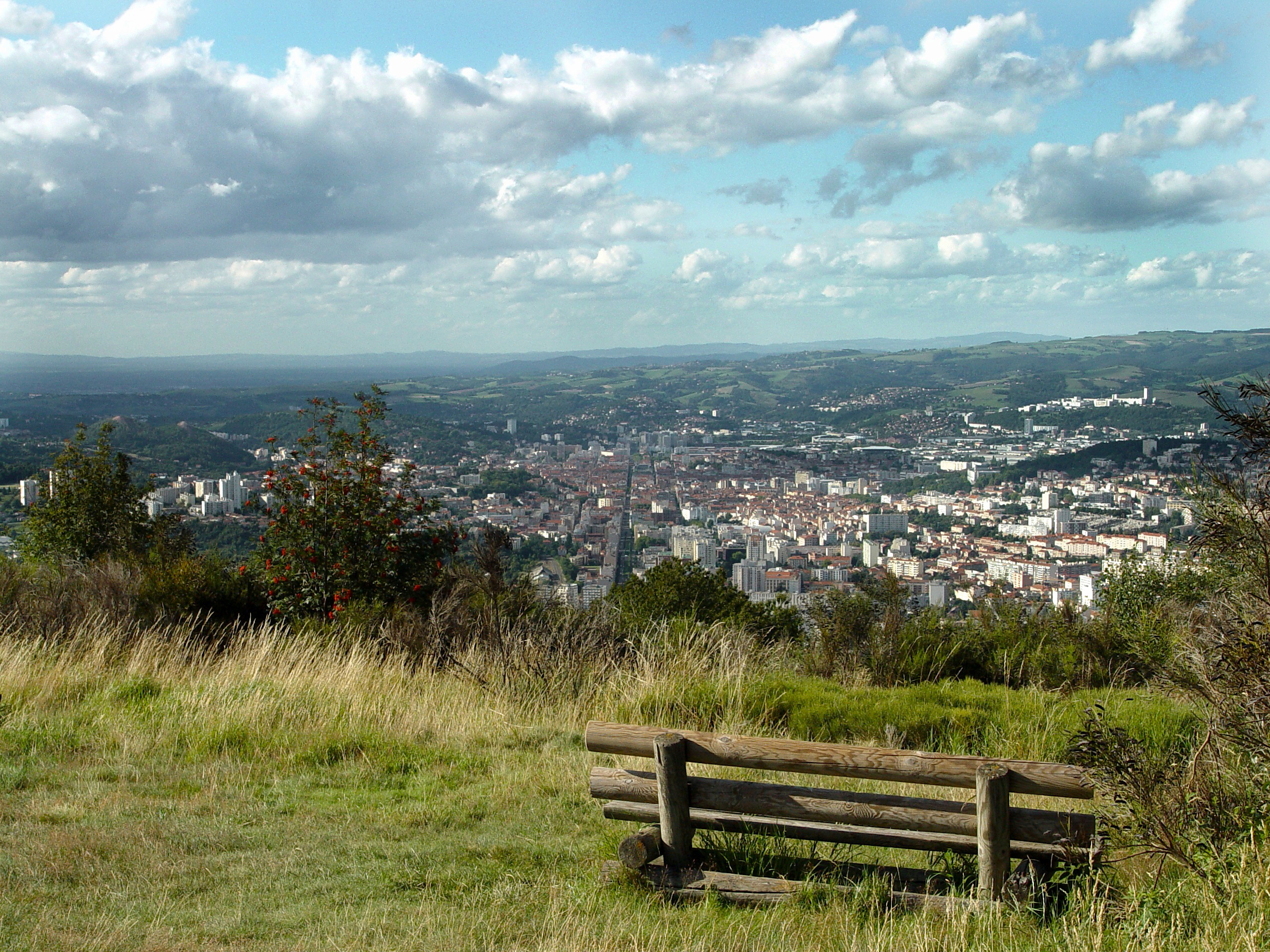
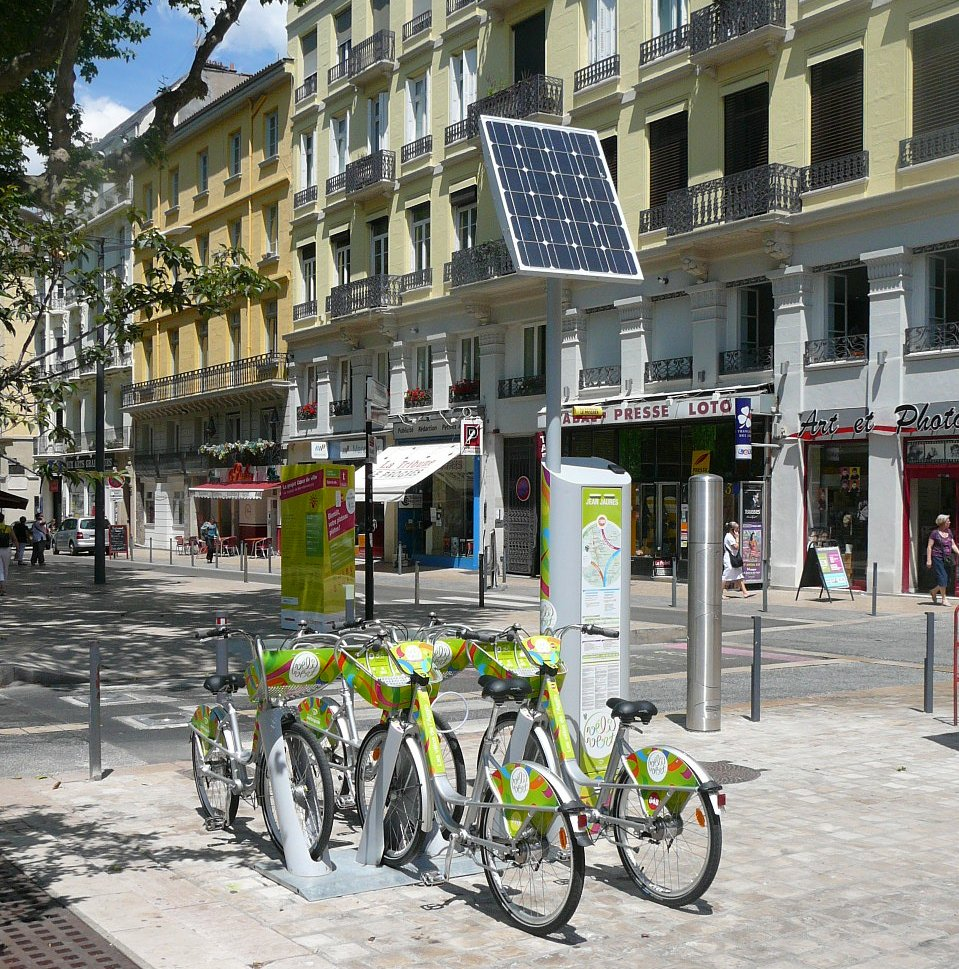
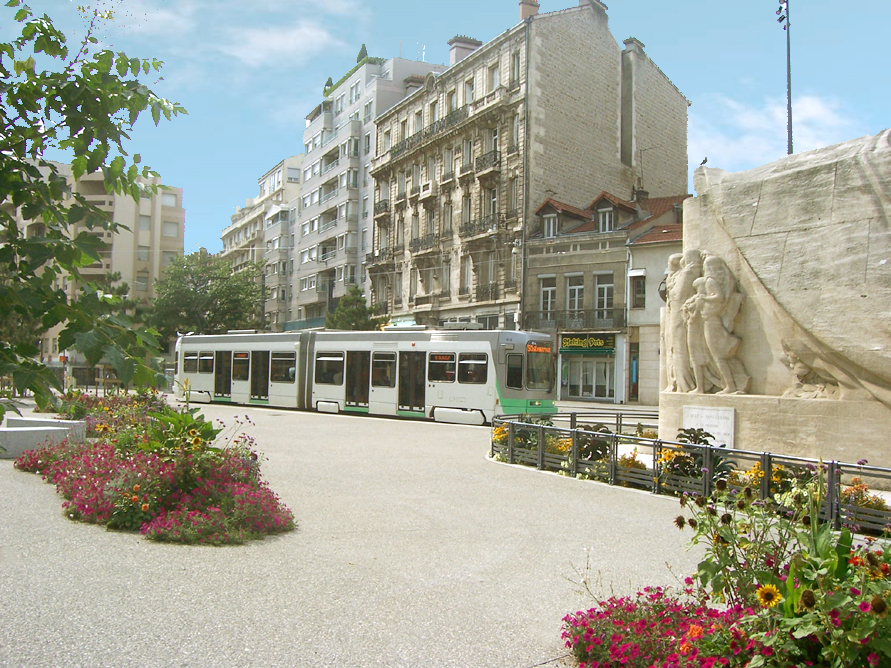
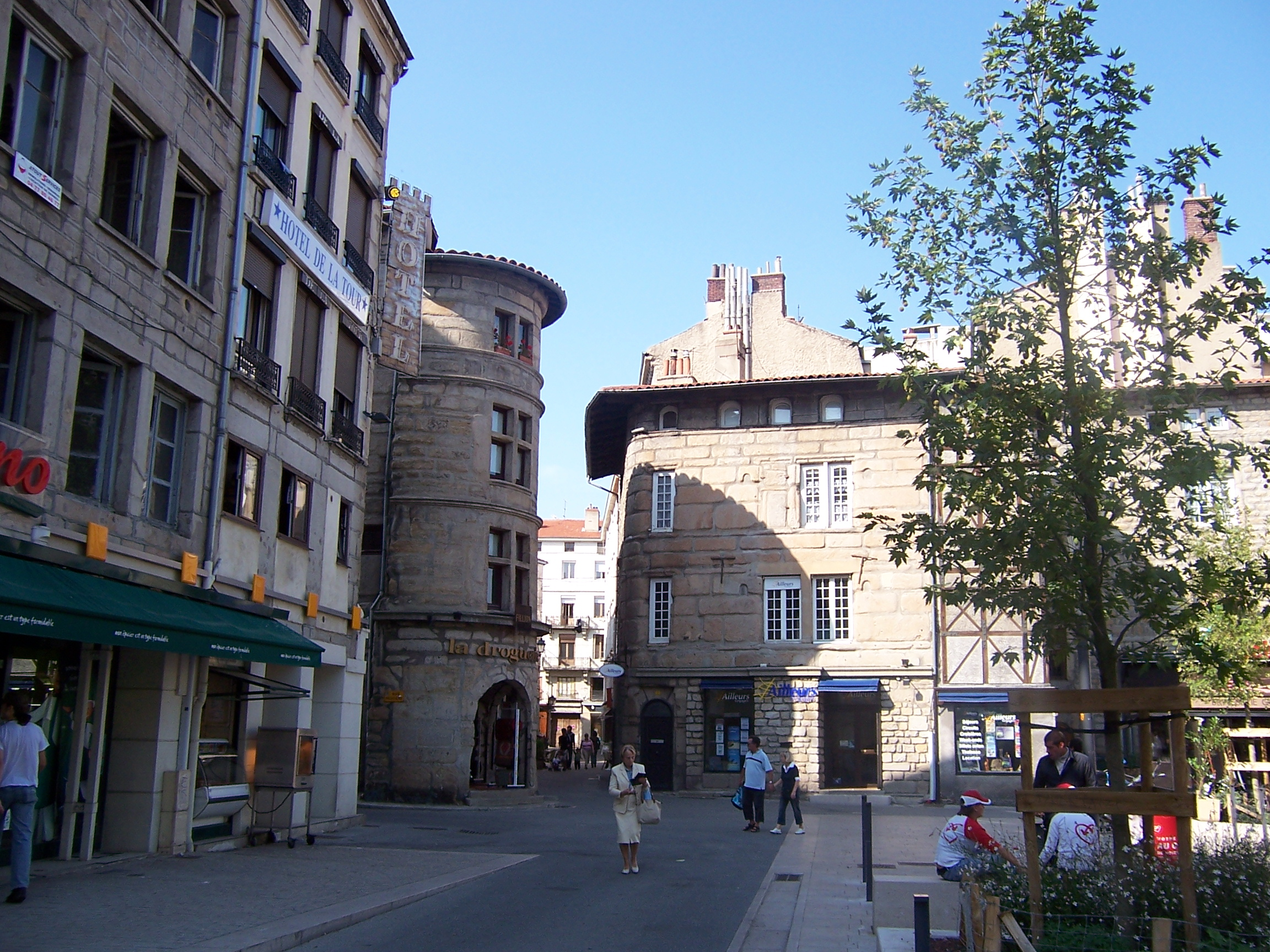
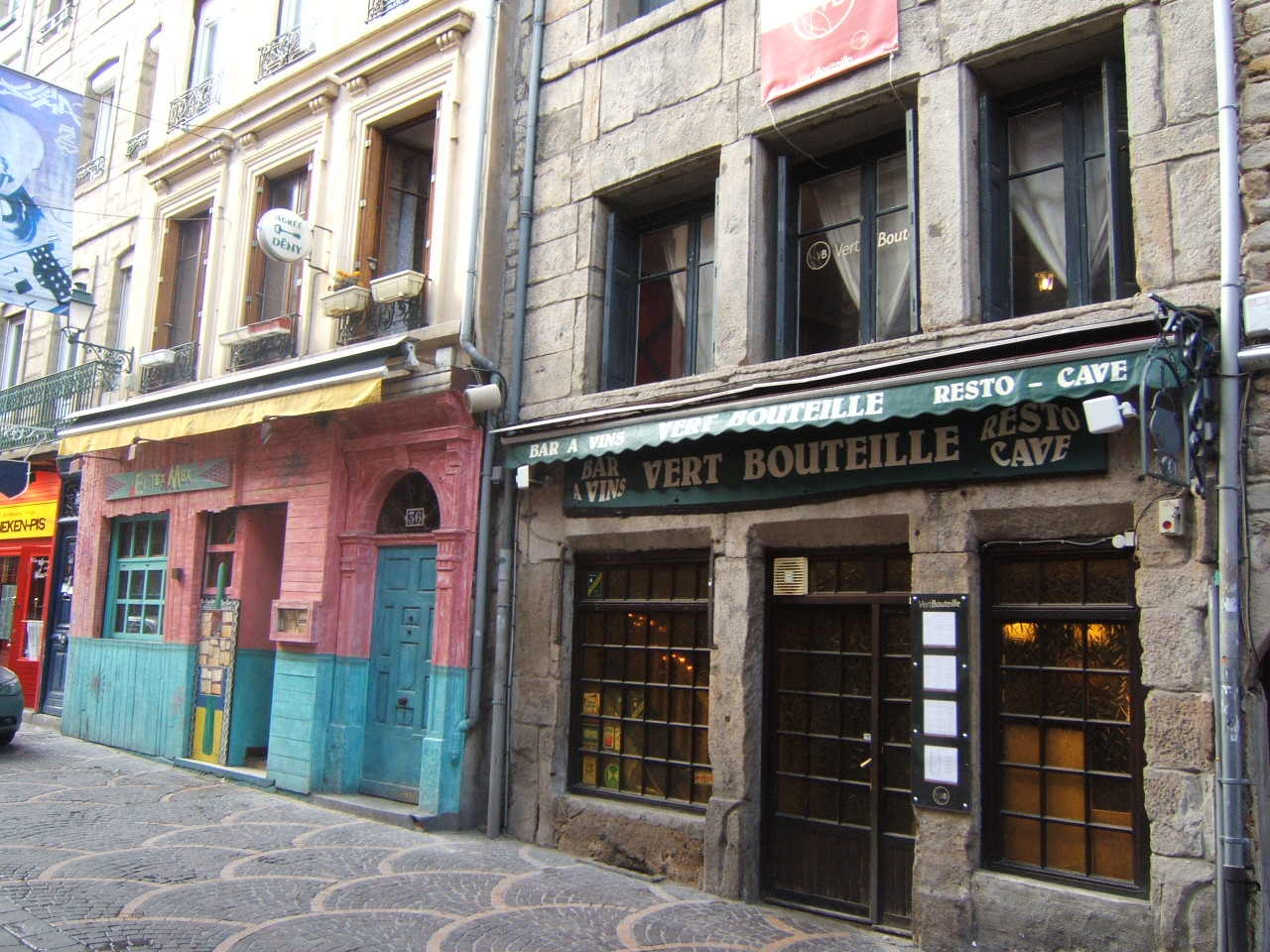
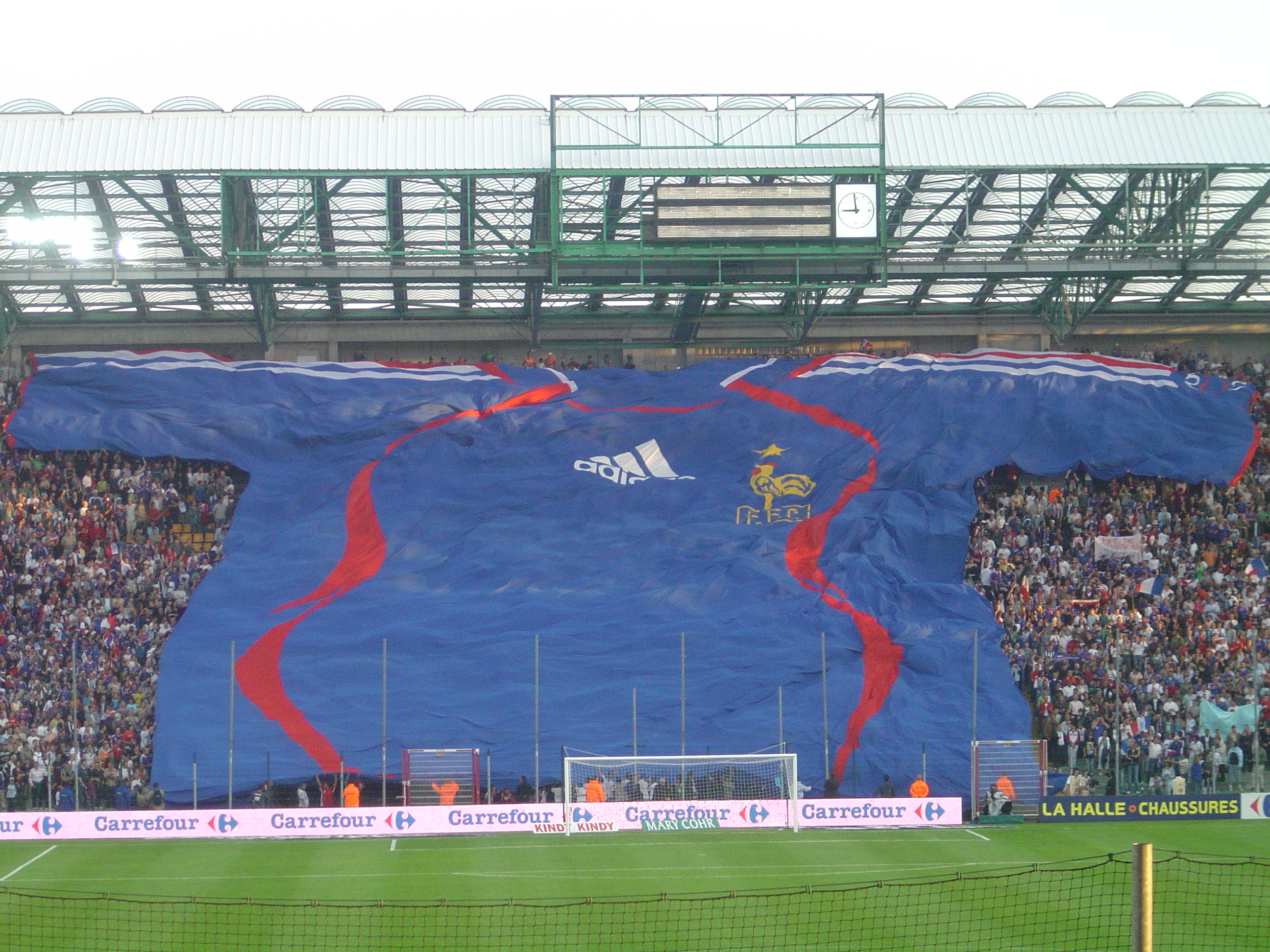

## Utbildning
- EMLYON Business School